# الحروب الإنجليزية (إسكندنافيا)
الحروب الإنجليزية (بالدنماركية: Englandskrigene، وبالسويدية: Englandskrigen) كانت سلسلة نزاعات بين إنجلترا والسويد وبين اتحاد الدنمارك-النرويج، ضمن الحروب النابليونية. سُميت على اسم إنجلترا (الاسم الشائع في إسكندنافيا للمملكة المتحدة) التي أعلنت الحرب على اتحاد الدنمارك والنرويج، لخلافات على حيادية التجارة الدنماركية، ولمنع وقوع الأسطول الدنماركي في قبضة الإمبراطورية الفرنسية الأولى. بدأت بمعركة كوبنهاغن في عام 1801، وبعد فصولها الأخيرة في عام 1807 وصاعدًا نشبت حرب البارجة وحرب السويد واتحاد الدنمارك والنرويج (1808–1809) والغزو السويدي لهولشتاين في عام 1814.

## تمهيد
بعد موت أندرياس بيتر برنستورف (وزير خارجية اتحاد الدنمارك والنرويج) في عام 1800، أخذ ولي العهد فريدريك يفعل ما يحلو له على كل الأصعدة. تجاهل إرنست هاينريش فون شيملمان (وزير المالية) حضّ وزير الخارجية كريستيان برنستورف على الاستجابة لمطالبات فريديريك دي كونينك (تاجر هولندي الميلاد) المتكررة بقافلة أمنية بَحرية لصحبة 40 تاجرًا. كانت تلك القافلة الأمنية تنقل غالبًا منتجات فرنسية وهولندية من الهند الشرقية الهولندية إلى كوبنهاغن. أدى هذا إلى «حياد مسلح»، وعلى الرغم من أن هذا الحياد حير بقية العالم، أصر اتحاد الدنمارك والنرويج على حصانة السفن المبحرة بأعلام حيادية. في اليوم اللاحق انطلقت عدة قوافل أمنية أخرى، مع تعليمات بمقاومة أي محاولة من سفن أجنبية بالاطلاع على أوراق السفن الحاملة أعلامًا دنماركية أو فحص حمولاتها، أيًّا يكن حجم القوة التي تجابهها القافلة. كانت هذه الاستراتيجية محفوفة بالأخطار، فكثير من السفن غير الدنماركية كانت تبحر تحت الراية الدنماركية للانتفاع بمزايا الحياد، ومع أن السياسة ثبت نفعها في عامها الأول، فإنها أدت إلى احتجاجات دبلوماسية من طرف المملكة المتحدة.
في ديسمبر عام 1799 قُتل بحار إنجليزي كان يحاول فحص سفينة كانت تحمل راية دنماركية في جبل طارق. عندما بدا في عام 1800 أن روسيا ستتزعم رابطة حياد مسلح جديدة، ردت بريطانيا العظمى في صيف ذلك العام بأن حاولت وضع سرب مدفعي تعداده 130 مدفعًا على متن قافلة أمنية تصحبها فرقاطة فريا المزودة بـ40 مدفعًا لدى أوستند. لكن رفض قبطان فريا امتثالًا الأوامر، وخاض معركة، لكن اضطُر بعد ساعة إلى تنكيس العلم. من جراء هذا طلب اتحاد الدنمارك والنرويج من روسيا الانضمام إلى رابطة الحياد المسلح، مع أن أسطولًا بريطانيًّا كان قد وصل في أغسطس إلى قبالة كوبنهاغن. بعدما هددت بريطانيا بالقصف، تعهد كريستيان برنستورف بإيقاف القوافل الأمينة مؤقتًا ريثما تتفق الدنمارك والمملكة المتحدة على لوائح تنظم كيفية استعمال القوافل الأمنية وتوقيته.